# Platební rozkaz
Platební rozkaz je rozhodnutí ve zkráceném soudním řízení a vydává se pouze v případě, je-li v žalobě uplatněno právo na zaplacení peněžité částky a vyplývá-li uplatněné právo ze skutečností uvedených žalobcem.

## Klasický platební rozkaz
Soud může vydat platební rozkaz i bez výslovné žádosti žalobce a bez slyšení žalovaného. Platební rozkaz nelze vydat, není-li znám pobyt žalovaného nebo má-li být platební rozkaz doručen žalovanému do ciziny. Platební rozkaz je třeba doručit všem žalovaným do vlastních rukou, náhradní doručení je vyloučeno s výjimkou doručování do datové schránky.
V platebním rozkazu soud žalovanému uloží, aby do 15 dnů od doručení platebního rozkazu zaplatil žalobci uplatněnou pohledávku a náklady řízení, nebo aby v téže lhůtě podal tzv. odpor (stačí blanketní „Podávám odpor proti platebnímu rozkazu Okresního soudu v … ze dne …, č.j. …“). Odpor se podává u soudu, který platební rozkaz vydal, a v takovém případě se tím platební rozkaz automaticky zruší a soud nařídí ve věci jednání. Stejně tak nařídí jednání, nelze-li platební rozkaz vydat nebo nezdaří-li se platební rozkaz žalovanému doručit. Pokud platební rozkaz vydal soudce (a nikoliv vyšší soudní úředník), může platební rozkaz obsahovat výzvu, aby se žalovaný zároveň ve věci vyjádřil a pokud se v takovém případě žalovaný v odporu nevyjádří (a podá pouze blanketní odpor), rozhodně soud následně rozsudkem pro uznání. V odporu lze uplatnit námitky vůči lhůtě k plnění a požádat soud o možnost splátek (+ přiložit doklady osvědčující tíživou situaci žalovaného).
Pokud nebyl ve lhůtě podán odpor, platební rozkaz získá účinky pravomocného rozsudku.

## Elektronický platební rozkaz
Elektronický platební rozkaz je shodný s klasickým platebním rozkazem, ale návrh na jeho vydání se podává na elektronickém formuláři (soubor ve formátu PDF, který lze otevřít pouze v programu Adobe Reader) se zaručeným elektronickým podpisem. Formulář je dostupný na elektronické podatelně Ministerstva spravedlnosti ČR. Obsah elektronického formuláře je po vyplnění zaslán přímo do centrální podatelny Ministerstva spravedlnosti ČR. Vyplněný elektronický formulář není možné zaslat e-mailem či datovou zprávou přímo příslušnému soudu, neboť v takovém případě by byl posuzován jako návrh na vydání klasického platebního rozkazu.
Pokud adresát nemá datovou schránku, zasílá soud stejnopis či opis originálu elektronicky provozovateli hybridní pošty. Pošta soudní písemnost automaticky vytiskne, doručí adresátovi a nechá podepsat doručenku. Podepsané doručenky pošta naskenuje a vrátí soudu v elektronické podobě. Adresát má možnost ověřit shodu obsahu vytištěného dokumentu s obsahem původního elektronického dokumentu pomocí speciální aplikace Ministerstva spravedlnosti (infodokument.justice.cz). Využití hybridní pošty je legalizováno vyhláškou Ministerstva spravedlnosti č. 37/1992 Sb., o jednacím řádu pro okresní a krajské soudy.
Soudní poplatek u elektronického platebního rozkazu je nižší než u standardního platebního rozkazu (např. 400 Kč místo 1.000 Kč u žalované částky do 10.000 Kč včetně). Centrální elektronický platební rozkaz pro Ministerstvo spravedlnosti dodala firma CCA Group v letech 2012-13.

## Evropský platební rozkaz
Evropský platební rozkaz je téměř celoevropsky sjednocené soudní rozhodnutí ve zkráceném řízení a bylo zavedeno nařízením EU. Vydat ho lze pouze v přeshraničních případech, které se týkají soukromoprávních věcí (mimo majetkových práv vyplývajících z manželských vztahů, závětí a dědictví, insolvenčních řízení, sociálního zabezpečení a nároků z mimosmluvních závazků, pokud nejsou předmětem dohody mezi stranami nebo nedošlo k uznání dluhu, nebo se nevztahují na peněžité pohledávky ze spoluvlastnictví). Aplikuje se ve všech členských státech EU, kromě Dánska.
Návrh na jeho vydání se podává na standardizovaném formuláři a soud pouze posuzuje, zda má všechny náležitosti a zda se jeví opodstatněným. Pokud tomu tak není, návrh odmítne, jinak platební rozkaz také na standardizovaném formuláři vydá. V evropském platebním rozkazu bude žalovaný poučen, že má možnost buď žalobci částku uvedenou v rozkazu zaplatit, nebo rozkaz do 30 dnů od doručení napadnout podáním tzv. odporu. Je také nutné ho doručit všem účastníkům řízení do vlastních rukou. Je-li podán včasný odpor, soud pokračuje v klasickém civilním řízení, jinak vydaný platební rozkaz prohlásí za vykonatelný. Poté lze evropský platební rozkaz přezkoumat již jen ve výjimečných případech.

## Směnečný a šekový platební rozkaz
Směnečný nebo šekový platební rozkaz vydá krajský soud, je-li mu v prvopise předložena nesplacená směnka (šek), o jejichž pravosti není důvodu pochybovat. I tento platební rozkaz je třeba doručit všem žalovaným do vlastních rukou.
V tomto druhu platebního rozkazu soud žalovanému uloží, aby do 15 dnů od jeho doručení zaplatil žalobci uplatněnou pohledávku a náklady řízení, nebo aby v téže lhůtě podal tzv. námitky. Námitky musí obsahovat vše, co je proti platebnímu rozkazu namítáno a podávají se u soudu, který jej vydal. V případě včasných námitek soud ve věci nařídí jednání a v něm rozhodne, zda směnečný nebo šekový platební rozkaz ponechá v platnosti, nebo jej zruší.
Pokud nebyly podány včasné námitky, směnečný nebo šekový platební rozkaz získá účinky pravomocného rozsudku.

## Historie
Platební rozkaz se objevuje už v roce 1873, kdy byl zaveden jako tzv. rozkaz k placení. Jeho zákonná úprava byla velmi podobná, vydávaly je bez nařízení jednání okresní soudy, ale jen tehdy, pokud bylo známo bydliště dlužníka, bylo nutné je dlužníkovi doručit do vlastních rukou a bylo mu v něm uloženo, aby buď do 14 dnů zaplatil žalovanou částku, nebo aby podal odpor. Podaným odporem, který nemusel obsahovat odůvodnění, byl rozkaz k placení zbaven své další vykonatelnosti. Rozdílné bylo naopak to, že šlo takto žalovat pouze částky, jejichž jistina nepřesahovala 200 zlatých a pokud do půl roku od jejich vydání a nezaplacení nebyl podán návrh na exekuci, také ho už nešlo dále nuceně vykonat.